# Charsonville
Charsonville és un municipi francès, situat al departament del Loiret i a la regió de Centre – Vall del Loira. L'any 2007 tenia 628 habitants.

## Demografia

### Població
El 2007 la població de fet de Charsonville era de 628 persones. Hi havia 236 famílies, de les quals 60 eren unipersonals (40 homes vivint sols i 20 dones vivint soles), 64 parelles sense fills, 100 parelles amb fills i 12 famílies monoparentals amb fills.
La població ha evolucionat segons el següent gràfic:
Habitants censats

### Habitatges
El 2007 hi havia 279 habitatges, 244 eren l'habitatge principal de la família, 23 eren segones residències i 12 estaven desocupats. 272 eren cases i 6 eren apartaments. Dels 244 habitatges principals, 197 estaven ocupats pels seus propietaris, 43 estaven llogats i ocupats pels llogaters i 3 estaven cedits a títol gratuït; 9 tenien dues cambres, 44 en tenien tres, 60 en tenien quatre i 130 en tenien cinc o més. 205 habitatges disposaven pel capbaix d'una plaça de pàrquing. A 93 habitatges hi havia un automòbil i a 124 n'hi havia dos o més.

### Piràmide de població
La piràmide de població per edats i sexe el 2009 era:
| Homes | Edats   | Dones |
| ----- | ------- | ----- |
| 4     | 95 o +  | 0     |
| 0     | 90 a 94 | 0     |
| 4     | 85 a 89 | 4     |
| 4     | 80 a 84 | 8     |
| 16    | 75 a 79 | 8     |
| 20    | 70 a 74 | 12    |
| 8     | 65 a 69 | 8     |
| 12    | 60 a 64 | 16    |
| 0     | 55 a 59 | 8     |
| 16    | 50 a 54 | 8     |
| 40    | 45 a 49 | 28    |
| 32    | 40 a 44 | 24    |
| 12    | 35 a 39 | 20    |
| 36    | 30 a 34 | 12    |
| 12    | 25 a 29 | 16    |
| 40    | 20 a 24 | 16    |
| 28    | 15 a 19 | 28    |
| 32    | 10 a 14 | 20    |
| 12    | 5 a 9   | 24    |
| 24    | 0 a 4   | 8     |

## Economia
El 2007 la població en edat de treballar era de 388 persones, 316 eren actives i 72 eren inactives. De les 316 persones actives 292 estaven ocupades (164 homes i 128 dones) i 24 estaven aturades (12 homes i 12 dones). De les 72 persones inactives 17 estaven jubilades, 26 estaven estudiant i 29 estaven classificades com a «altres inactius».

### Ingressos
El 2009 a Charsonville hi havia 246 unitats fiscals que integraven 621 persones, la mediana anual d'ingressos fiscals per persona era de 18.216 €.

### Activitats econòmiques
Dels 26 establiments que hi havia el 2007, 2 eren d'empreses extractives, 1 d'una empresa alimentària, 1 d'una empresa de fabricació d'altres productes industrials, 7 d'empreses de construcció, 1 d'una empresa de comerç i reparació d'automòbils, 4 d'empreses de transport, 2 d'empreses d'hostatgeria i restauració, 1 d'una empresa financera, 1 d'una empresa immobiliària, 5 d'empreses de serveis i 1 d'una empresa classificada com a «altres activitats de serveis».
Dels 9 establiments de servei als particulars que hi havia el 2009, 1 era una oficina bancària, 2 paletes, 1 guixaire pintor, 2 lampisteries, 1 empresa de construcció i 2 restaurants.
L'únic establiment comercial que hi havia el 2009 era una fleca.
L'any 2000 a Charsonville hi havia 27 explotacions agrícoles.

## Equipaments sanitaris i escolars
El 2009 hi havia una escola elemental integrada dins d'un grup escolar amb les comunes properes formant una escola dispersa.

## Poblacions més properes
El següent diagrama mostra les poblacions més properes.